# 青襟油蟬
青襟油蟬（學名：[Tacua speciosa] 错误：{{Lang}}：文本有斜体标记（帮助）），為蟬科蟬亞科青襟油蟬屬的單一種，主要分布於東南亞。中文學名目前以海野和男2011年著作的名稱為主，因採集於婆羅洲，一般俗稱「婆羅洲巨蟬」，但非「琉球油蟬」（Graptopsaltria bimaculata Kato, 1925）、「油蟬」（Graptopsaltria nigrofuscata Motschulsky, 1866）等同屬。
其种加词“speciosa”意为“外表美丽的”。

## 體徵描述
翼展15—18（5.9—7.1英寸），體長4.7—5.7（1.9—2.2英寸）。與帝王蟬屬、騷蟬屬等，同為世界三大大型蟬。 黑色翅膀、黃綠色頸環，胸部帶有紅色橫條紋和腹部綠松石藍色。

## 分布
分布於婆羅洲、蘇門答臘、爪哇和馬來半島。

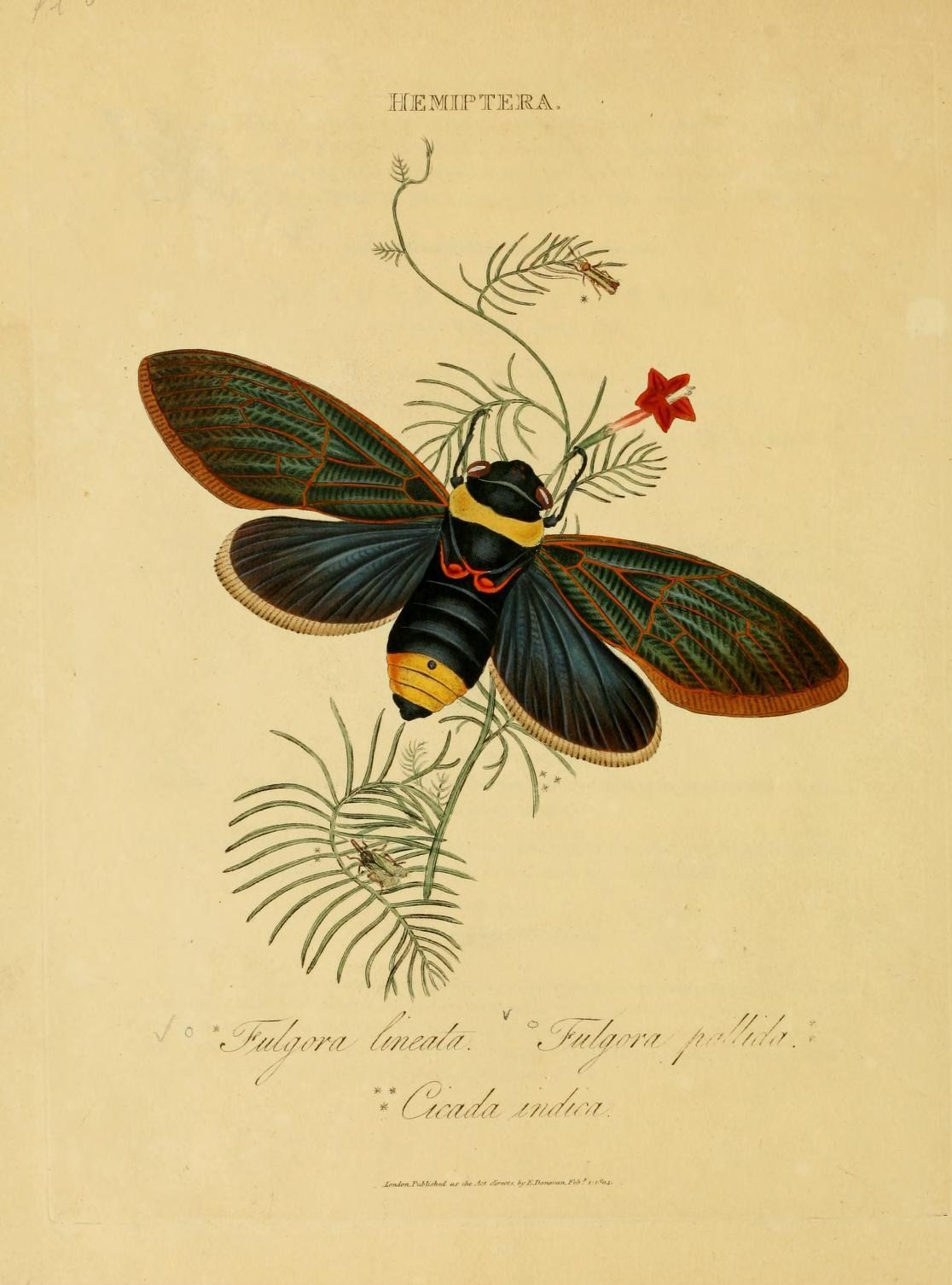
1807年所繪
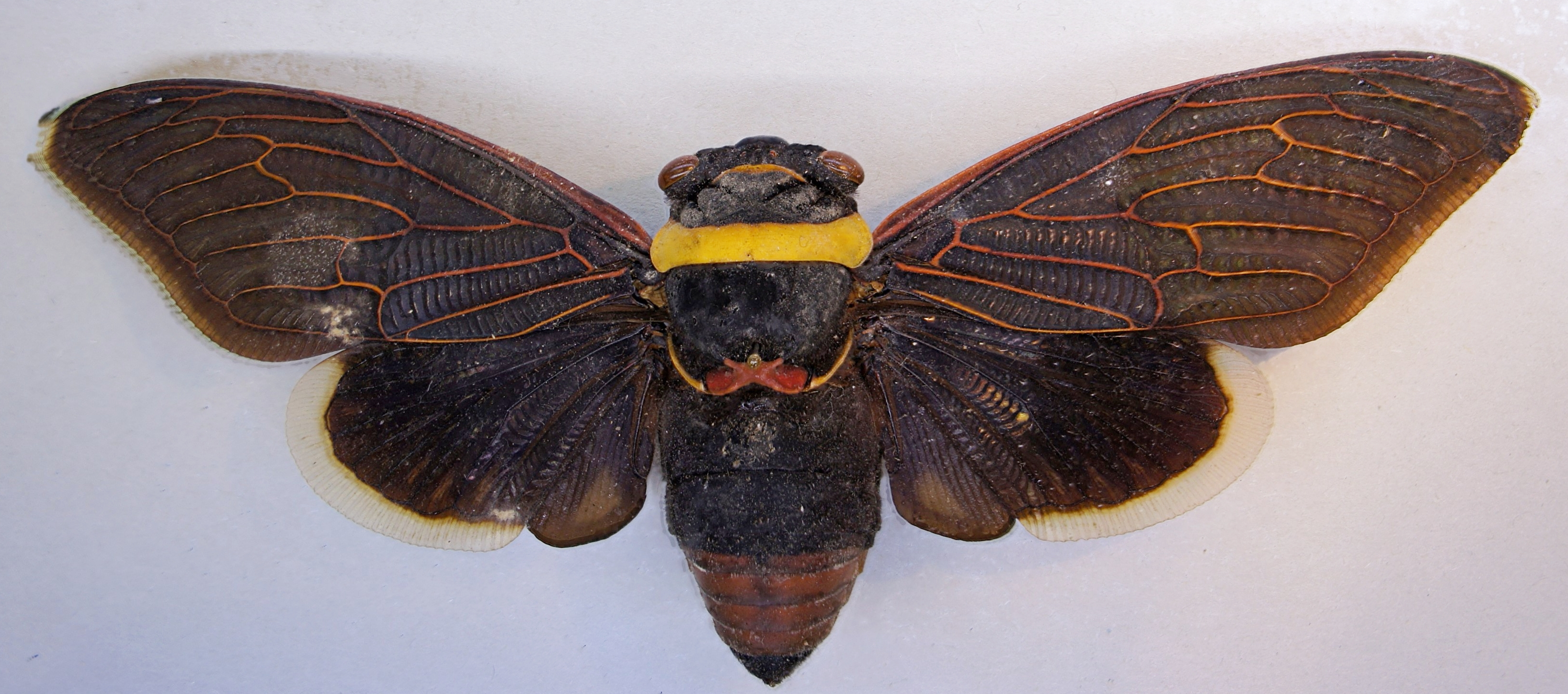
巴伐利亚州动物标本收集研究所採集

## 外部連結
- A detailed photo of a T. speciosa
- "Notes on Indian Rhynchota - Homoptera"
- Biolib （页面存档备份，存于）